# Heel de wereld
Heel de wereld – utwór holenderskiej wokalistki Corry Brokken, nagrany i wydany w 1958 roku, napisany przez Dolf van der Linden. Singiel reprezentował Holandię podczas 3. Konkursu Piosenki Eurowizji w tym samym roku.
Podczas konkursu, który odbył się 12 marca 1958 roku, utwór został wykonany jako drugi w kolejności i ostatecznie zdobył jedynie 1 punkt, plasując się na przedostatnim, dziewiątym miejscu finałowej klasyfikacji razem z propozycją Solange Berry reprezentującą Luksemburg z piosenką „Un grand amour”. Dyrygentem orkiestry podczas występu był Dolf van der Linden. 
Oprócz niderladzkojęzycznej wersji singla, wokalistka nagrała piosenkę w języku francuskim – „Toi mon cœur, tu sais”.